# Полянский, Никифор Александрович
Никифор Александрович Полянский (1894 — 9 августа 1938) — военный деятель, участник Первой мировой войны, Гражданской войны. Командир-комиссар 82-й стрелковой дивизии. Комбриг (1935). Расстрелян в 1938 году по обвинению в участии в антисоветской террористической организации. В 1956 году посмертно реабилитирован.

## Биография
Родился в 1894 г. в селе Светлый Яр Астраханской губернии в семье рабочего-деревообделочника. Окончил сельскую школу. Затем работал рамщиком на лесопильном заводе. Русский. Член ВКП(б) с 1916 г..

### Служба в Русской императорской армии
В 1915 году призван в армию. Участник Первой мировой войны. С конца 1917 г. работал в г. Астрахани.
После Октябрьской революции 1917 г. — один из организаторов рабочих дружин в городе, член военно-оперативного штаба Астраханского края.

### В РККА
В Красной армии с 1918 г. Участник Гражданской войны. В годы войны занимал должности: помощника комиссара полка, военного комиссара штаба Царицынской группы войск, Терской группы войск, военного комиссара отдельной Таманской и отдельной Азербайджанской стрелковых бригад.

### Карьера в РККА после войны
После Гражданской войны на ответственных должностях в РККА.
В 1921 г. — военный комиссар 18-й стрелковой дивизии. Участник боевых действий с войсками национальных армий республик Закавказья.
Из приказа Реввоенсовета Республики № 4 от 9 января 1922 г.:

 «Награждается орденом Красного Знамени комиссар 18 стрелковой дивизии тов. Полянский Никифор Александрович за то, что весной 1921 г. в многочисленных боях за освобождение трудящихся союзной республики Армении он личным примером храбрости и самопожертвования поднимал боевой дух красноармейцев и, внушая им уверенность в победе, способствовал успеху общего дела»
.
До февраля 1923 г. — помощник военного комиссара Азербайджанской стрелковой дивизии.
С февраля 1923 г. — военный комиссар отдельной Кавказской кавалерийской бригады.
В 1925 г. окончил Курсы усовершенствования высшего политсостава РККА при Военно-политическом институте имени Н. Г. Толмачева. После окончания курсов находился в распоряжении Политуправления РККА.
С октября 1925 г. — помощник военного комиссара 17-й Нижегородской стрелковой дивизии.
С сентября 1926 г. — военный комиссар и начальник политотдела 84-й стрелковой дивизии.
В 1928 г. окончил КУВНАС при Военной академии имени М. В. Фрунзе.
С августа 1929 г. — в резерве РККА с откомандированием на Курсы марксизма-ленинизма при Коммунистической академии.
С апреля 1931 г. — командир и военный комиссар 49-й стрелковой дивизии.
В 1932—1934 гг. являлся слушателем Особой группы (затем Особого факультета) Военной академии имени М. В. Фрунзе.
Приказом НКО от 10.01.1935 г. назначен командиром-комиссаром 82-й стрелковой дивизии. (Вместо, погибшего 14 декабря 1934 г. при крушении поезда № 56 под ст. Кузино Свердловской области, командира 82 сд П. А. Кронеберга).

### Арест, расстрел, реабилитация
11 августа 1937 г. комбрига Полянского Н. А. арестовали, после чего ему было предъявлено обвинение в участии в военно-фашистском заговоре, вредительстве и шпионаже. Наряду с Полянским были арестованы многие военнослужащие (командный состав и красноармейцы) и их жены. (Дело хранится в РУ ФСБ РФ по Астраханской области).
Решением Военной коллегии Верховного суда СССР от 9 августа 1938 г. был приговорен к расстрелу как «активный участник антисоветской диверсионно-террористической организации правых», занимавшийся «шпионажем в пользу Японии», способствовавший «снижению боевой подготовки в дивизии». Приговор приведен в исполнение.
1 сентября 1956 г. приговор был отменен, а дело производством прекращено «за отсутствием состава преступления»

## Награды
- Орден Красного Знамени (Прик. РВСР № 4: 1922 г.)

## Воинские звания
- Комбриг (26.11.1935 приказ НКО № 2484).